# Prionobrama filigera
Prionobrama filigera is een straalvinnige vissensoort uit de familie van de karperzalmen (Characidae). De wetenschappelijke naam van de soort is voor het eerst geldig gepubliceerd in 1870 door Edward Drinker Cope.